# Liv Morgan
Gionna Daddio (*8. června 1994, Morristown, New Jersey, USA), známější jako Liv Morgan, je americká profesionální wrestlerka a herečka pracující ve společnosti WWE v show RAW. 

## Mládí
Gionna Daddio se narodila v Morristown v New Jersey, 8. června 1994. Byla vychována v nedalekém Elmwood Park. Má čtyři starší bratry a sestru. Po smrti jejího otce byla vychována svoji matkou samoživitelkou společně s ostatními sourozenci. Je dlouholetým fanouškem profesionálního wrestlingu a často se účastnila se svými sourozenci napodobování wrestlingu na dvorku.

## Kariéra
V roce 2017 začala v rosteru NXT. Později se v show SmackDown připojila k týmu The Riott Squad společně s Ruby Riott a Sarah Logan. V roce 2022 se udál průlom její kariéry. Stala se WWE SmackDown Women's šampionkou. O titul přišla 8. října na eventu Extreme Rules. Později se přesunula do Raw.

## Osobní život
Liv Morgan byla ve vztahu s kolegou profesionálním zápasníkem Ericem Arndtem, lépe známým jako Enzo Amore.
Je fanouškem fotbalového týmu Green Bay Packers.

## Filmografie
| Rok  | Název filmu   | Role |
| ---- | ------------- | ---- |
| 2023 | Ateliér smrti | Emma |

## Úspěchy
- WWE
  - WWE SmackDown Women's Championship (1x)
  - WWE Women's Tag Team Championship (2x)
  - Money in the Bank (2022)